# Portaro
Portaro — pojazdy terenowe wytwarzane w Portugalii  przez FMAT (Fabrica de Máquinas Agrícolas do Tramagal). Auta Portaro stanowiły licencyjną wersję rumuńskiego ARO 24, dostępne były w dwóch wersjach tj. Jipe oraz Pick-up (Campina).

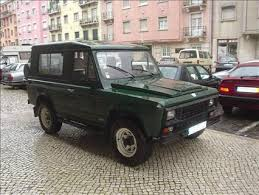
Portaro 280 z silnikiem Diesla

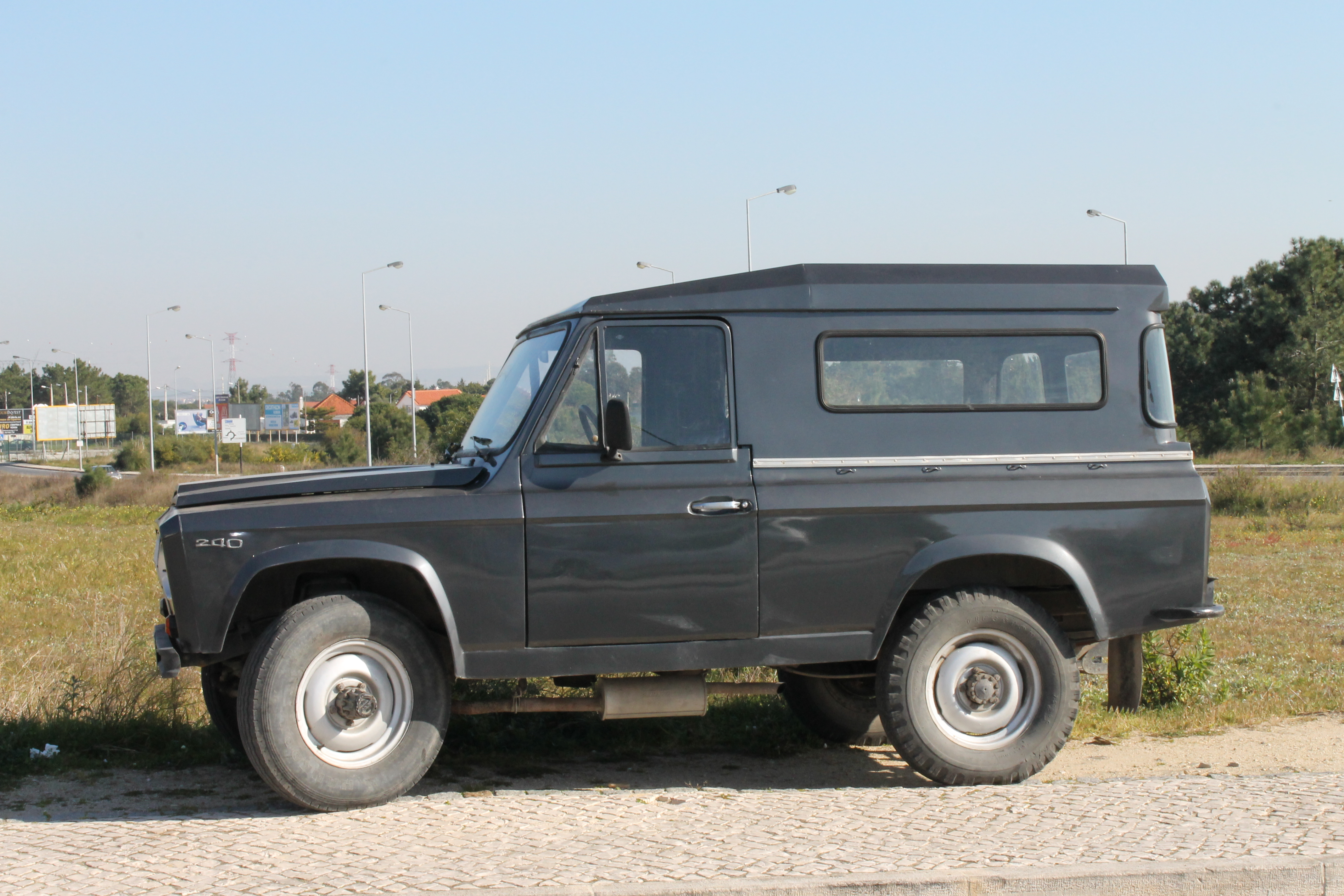
Portaro 240

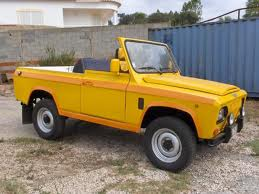
Portaro 250 wersja kabriolet